# マリブ (リキュール)
マリブ (英：Malibu、もしくは Malibu Rumとも) とは、イギリス（バルバドス）を原産国とするリキュールである。ベースとなっているスピリッツはラム酒、香味付けのために利用されている原料の中で特徴的なのはココナッツである。よってマリブはココナッツ・リキュールに分類される。アルコール度数は21 - 24度、エキス分は20％。

## 概要
マリブは、1980年にイギリスで開発されたリキュールである。開発したのはインターナショナル・ディスティラーズ&ヴィントナーズ(D.I.V.)傘下の子会社であり、同年イギリス国内で発売された。また、次いでフランスでも発売されている。日本では1984年に発売された。フランスでは特に人気があり、パスティス・リカールに続く人気とされている。
ココナッツの香味を特徴としており、甘く口当たりが良い。オレンジ・ジュースやコーラなどの一般的な飲料との相性も良く、また手軽であることから特に若者に人気がある。
「マリブ」という命名は、アメリカ合衆国カリフォルニア州にあるマリブから名づけられた。

## 商品開発
マリブの開発は、特段に検討された戦略のもとでおこなわれた。
まず、消費者のライフスタイルがカジュアルなものに変化しつつあること、そうしたスタイルにフィットした製品を作ることというコンセプトが決められ、また、商品のキーワードとして「エキゾチック（非日常性）」が設定された。次に、商品の主となる消費者層として、欧米地域およびオーストラリアの若者層を設定した。また、二次的な消費者層としては35歳くらいまでの独身女性を想定した。これらの層に属する消費者は、「カジュアルなライフスタイルの実践者である」と定義されたのである。
主となる消費者層の自宅にある飲み物として、オレンジ・ジュース、コーラや炭酸飲料が挙げられるとし、これらの飲料で割って飲んでも美味であることが求められた。また、二次的な消費者層、つまり25歳以上の消費者については、酒をトニックウォーターやソーダで割って飲むの見方が主流であるとし、そのような飲み方であっても美味であることも求められた。
こうして、ココナッツの香味を持ちながらも軽く、また甘く口当たりの良い風味がつけられた。そのまま飲用しても美味で、またマリブに何か副材料を足すだけでも楽しめる酒として、戦略どおり若者に普及していったのである。

## 製造
ジャマイカおよびバルバドスを原産とするライト・ホワイト・ラムをベースとする。ベースに、カリブ産のココナッツの果肉を浸漬したのち、蒸留したものを原液とする。その後、ホワイト・ラムやシロップ、水などを配合する。最終的な製品の色は無色透明である。乳白色の瓶に詰められ、出荷される。

## マリブの利用方法
マリブ・ビーチのようなカクテルに利用されるほか、オン・ザ・ロックでも飲用される。他に、洋菓子の風味付け、コーヒーの風味付けなどに用いられる。